# José Jiménez Fernández
José Jiménez Fernández (* 11. Februar 1943 in Beas de Segura, Provinz Jaén) wurde als spanischer Kinderdarsteller unter dem Künstlernamen Joselito bekannt, der sowohl im Film und Fernsehen als auch im Theater als Schauspieler oder Sänger in den 1950er und 1960er Jahren auftrat.

## Beschreibung
Joselito trat im Alter von 13 Jahren in Filmen auf. Neben der Schauspielerei war Joselito ein beliebter Kindersänger. Er trat in mehreren Ländern auf.

## Diskografie (Auswahl)
- El ruiseñor (deutsch: Die Nachtigall)
- La Campanera (deutsch: Die Glocke)
- Dónde estará mi vida (deutsch: Wo wird mein Leben sein)
- Gorrioncillo pecho amarillo (deutsch: Der Sperlingsvogel)
- En un pueblito español (deutsch: In einem spanischen Dorf)
- Clavelitos (deutsch: Nelken)
- Doce Cascabeles (deutsch: Zwölf Schellen)
- Las Golondrinas (deutsch: Die Schwalben)
- El Pastor (deutsch: Der Schafhirte)
- Granada (deutsch: Granada)
- Ave María (deutsch: Ave Maria, Franz Schubert, 1825.)

## Filmografie (Auswahl)
| Jahr | Originaltitel | Rolle            |
| ---- | --- | ---------------- |
| 1956 | El pequeño ruiseñor (deutsch: Die kleine Nachtigall)                                                             | Joselito         |
| 1957 | Saeta del ruiseñor (deutsch: Das Lied der Nachtigall)                                                            | Joselito         |
| 1958 | El ruiseñor de las cumbres (deutsch: Die Nachtigall in den Bergen)                                               | Joselito         |
| 1959 | Las Aventuras de Joselito y Pulgarcitos (deutsch: Die Abenteuer der kleinen Däumlinge)                           | Joselito         |
| 1959 | Saeta del ruiseñor (deutsch: Das Lied der Nachtigall)                                                            | Joselito         |
| 1960 | Aventuras de Joselito en América (deutsch: Die Abenteuer des Joselito in Amerika)                                | Joselito         |
| 1960 | El pequeño coronel (deutsch: Der kleine Oberst)                                                                  | Joselito Alvear  |
| 1961 | Los dos golfillos (deutsch: Die beiden Lausbuben)                                                                |                  |
| 1961 | Bello recuerdo (deutsch: Die schöne Erinnerung)                                                                  | Joselito         |
| 1962 | El caballo blanco (deutsch: Das weiße Pferd)                                                                     |                  |
| 1963 | El secreto de Tomy (deutsch: Tomis Geheimnis)                                                                    | Tomy             |
| 1965 | Loca juventud' (deutsch: Verrückte Jugend)                                                                       | Joselito         |
| 1965 | La vida nueva de Pedrito de Andía (deutsch: Das neue Leben des Peterchen aus Andía)                              | Pedrito de Andía |
| 1966 | El falso heredero / Joselito vagabundo borincano (deutsch: Der falsche Erbe / Der Landstreicher aus Puerto Rico) | Joselito         |
| 1969 | Prisionero en la ciudad (deutsch: gefangen in der Stadt)                                                         | Joselito         |
| 1969 | El Irreal Madrid (deutsch: Das irreale Madrid)                                                                   | Joselito         |